# Gevelsberg
Gevelsberg es una ciudad alemana en el estado Renania del Norte-Westfalia, situada en la parte central de la cuenca del Ruhr entre las ciudades de Wuppertal y Hagen.
La ciudad cuenta con 32.402 habitantes (junio de 2007), y con un área de 26,27 km².

## Transporte
Gevelsberg está unida a la red de autopistas (Autobahn) por las autopistas A 1 . Hay una líneas de tranvía que unen a la ciudad con Hagen en Wuppertal. El transporte público es llevado a cabo de acuerdo a las regulaciones de la asociación de transportes VRR.

## Enlaces externos

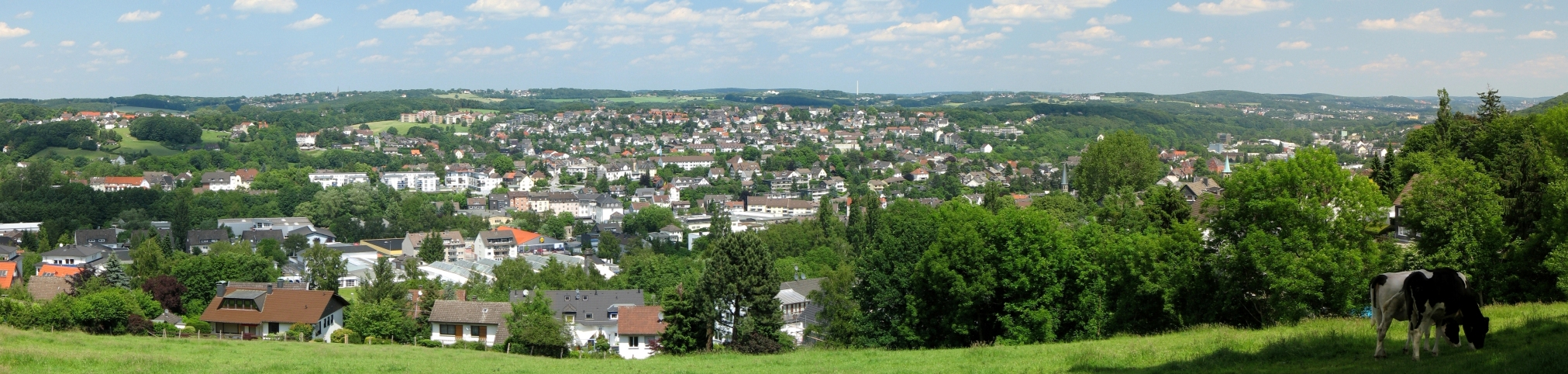
Panorama de Gevelsberg en 2007.